# Rolls-Royce SMR
Rolls-Royce SMR, někdy také označován jako RR SMR nebo UK SMR je návrh pro malý modulární reaktor (SMR) navržený společností Rolls-Royce (RR) v Spojeném království. Rolls-Royce SMR je tlakovodní reaktor, který používá lehkou vodu jako chladivo i moderátor. Reaktor je založen na ověřených technologiích z velkých jaderných reaktorů. Cílem návrhu je vytvořit standardizovaný malý modulární reaktor, který je levný, bezpečný spolehlivý a rychle postavitelný. Oproti starším návrhům tlakovodních reaktorů však obsahuje spolehlivější aktivní i pasivní bezpečnostní systémy. V roce 2024 se společnost ČEZ rozhodla spolupracovat na SMR právě se společností Rolls-Royce.
Ačkoliv se reaktor považuje za SMR, jeho čistý výkon 443 MWe je srovnatelný s jedním blokem JE Dukovany. Společnost plánuje postavit celou elektrárnu během čtyř let, z toho dva roky na přípravu lokality a schvalování a dva roky na samotnou výstavbu a spuštění. Cena za jeden reaktor by se měla pohybovat kolem 55 miliard Kč.

## Technický popis reaktoru

### Princip tlakovodního reaktoru

Schéma tlakovodního reaktoru

Tlakovodní reaktory patří spolu s varnými reaktory mezi tzv. konvenční lehkovodní reaktory. V aktivní zóně reaktoru je řetězovou štěpnou reakcí uvolňováno teplo, které je vodou odváděno pryč. Voda v primárním okruhu se zahřívá a ačkoliv je ohřátá na teplotu mnohem vyšší než 100 °C, z důvodu vysokého tlaku nedochází k varu. Voda z primárního okruhu putuje do tepelného výměníku zvaného parogenerátor, kde předá teplo do sekundárního okruhu. Tlak v sekundárním okruhu je nižší, díky čemuž dochází k varu vody, která se přemění na vodní páru která roztáčí turbínu a vyrábí tak elektrickou energii.

### Reaktorová nádoba
Tlaková nádoba reaktoru má průměr 4,5 m, výšku 11,3 m a hmotnost 220 tun. Nádoba je tvořena z oceli SA508M, která je v jaderném průmyslu velmi rozšířená. Ve spodní části nádoby se nachází aktivní zóna s palivem, nad aktivní zónou jsou umístěny regulační tyče a různé měřící přístroje.

### Palivo
Aktivní zóna Rolls-Royce SMR je tvořena 121 palivovými soubory, které jsou složeny z palivových tyčí v čtvercové mříži 17×17, v každé z nich se nacházejí palivové tablety s UO2 s obohacením  do 5 %. Obohacení paliva se napříč aktivní zónou liší, pro zajištění rovnoměrné výkonové distribuce. Během výměny paliva se každých 18 až 24 měsíců vymění třetina paliva v aktivní zóně. Finální průměrné vyhoření paliva je kolem 60 000 MWd/tU, srovnatelné s velkými PWR III. generace. Po skončení kampaně je palivo vyjmuto a po dobu 6 až 8 let dočasně uskladněno v chladicím bazénu. Palivo obsahuje vyhořívající absorbátory neutronů z Gd2O3, které umožňují delší palivovou kampaň.

### Primární okruh
Primární okruh je kromě reaktorové nádoby tvořen třemi chladícími smyčkami, třemi hlavními cirkulačními čerpadly, třemi vertikálními parogenerátory a jedním společným kompenzátorem objemu. Voda v primárním okruhu má teplotu 297 °C na vstupu do reaktoru, 327 °C na výstupu a tlak 15,5 MPa.

### Turbogenerátor
Tlak v sekundárním okruhu je 7,6 MPa a voda se tak přeměňuje na vodní páru. Vzniklá vodní pára roztáčí turbínu, která je připojena k generátoru, který přeměňuje teplo na elektrickou energii v podobě střídavého proudu o frekvenci 50 Hz a napětí kolem 20 kV. U návrhu pro americký trh lze předpokládat frekvenci 60 Hz. Elektrárna dokáže regulovat svůj výkon podle potřeby sítě rychlostí až 5 % za minutu. Typ použité turbíny zatím nebyl upřesněn. 

### Kontejnment
Reaktorová nádoba je spolu s několika dalšími systémy uzavřena v kovové ochranné obálce, která v případě poškození paliva zabraňuje jak úniku radionuklidů do životního prostředí, tak poškození reaktoru zvenku (například extrémním počasím či pádem letadla). 

### Ovládání reaktoru
Reaktor je ovládán z řídicí místnosti, ze které operátoři ovládají chod celé elektrárny. Oproti starším elektrárnám je zde kladen důraz na pasivní bezpečnost s minimální potřebou zásahu operátora. I při nejhorší realistické havárii má operátor minimálně 72 hodin na zakročení. K regulaci výkonu jsou primárně využívány regulační tyče a absorbátor z Gd2O3 uvnitř palivových tyčí. Tyče jsou zasouvány seshora, což znamená, že v případě havárie a ztráty elektrického napájení mohou do aktivní zóny spadnout samovolně volným pádem. Na rozdíl od většiny tlakovodních reaktorů tento koncept nepočítá s regulací kyseliny borité v moderátoru pro běžnou regulaci kritičnosti, systém je určen pouze pro odstavení reaktoru v případě havárie. Rozhodnutí bylo učiněno za účelem snížení koroze v primárním okruhu a zjednodušení elektrárny.